# Film récompensé par le prix du meilleur film par la Gotham Independant Film
Le Gotham Independent Film Award du meilleur film est un des prix annuels remis durant la cérémonie des Gotham Independent Film Awards et qui a été remis pour la première fois en 2004.

## Vainqueur et nommés

### Années 2000
| Année | Film                                  | Distributeur(s)              | Réalisateur(s)     | Ref.  |
| ----- | ------------------------------------- | ---------------------------- | ------------------ | ----- |
| 2004  | Sideways                              | Fox Searchlight Pictures     | Alexander Payne    | [ 1 ] |
| 2004  | Before Sunset                         | Warner Independent Pictures  | Richard Linklater  | [ 1 ] |
| 2004  | Eternal Sunshine of the Spotless Mind | Focus Features               | Michel Gondry      | [ 1 ] |
| 2004  | J'adore Huckabees                     | Fox Searchlight Pictures     | David O. Russell   | [ 1 ] |
| 2004  | Primer                                | TH!NKFilm                    | Shane Carruth      | [ 1 ] |
| 2005  | Truman Capote                         | Sony Pictures Classics       | Bennett Miller     | [ 2 ] |
| 2005  | Le secret de Brokeback Mountain       | Focus Features               | Ang Lee            | [ 2 ] |
| 2005  | A History of Violence                 | New Line Cinema              | David Cronenberg   | [ 2 ] |
| 2005  | Keane                                 | Magnolia Pictures            | Lodge Kerrigan     | [ 2 ] |
| 2005  | Moi, toi et tous les autres           | IFC Films                    | Miranda July       | [ 2 ] |
| 2006  | Half Nelson                           | TH!NKFilm                    | Ryan Fleck         | [ 3 ] |
| 2006  | Les Infiltrés                         | Warner Bros.                 | Martin Scorsese    | [ 3 ] |
| 2006  | Little Children                       | New Line Cinema              | Todd Field         | [ 3 ] |
| 2006  | Marie Antoinette                      | Columbia Pictures            | Sofia Coppola      | [ 3 ] |
| 2006  | Old Joy                               | Various                      | Kelly Reichardt    | [ 3 ] |
| 2007  | Into the Wild                         | Paramount Vantage            | Sean Penn          | [ 4 ] |
| 2007  | Great World of Sound                  | Magnolia Pictures            | Craig Zobel        | [ 4 ] |
| 2007  | I'm Not There                         | The Weinstein Company        | Todd Haynes        | [ 4 ] |
| 2007  | Margot va au mariage                  | Paramount Vantage            | Noah Baumbach      | [ 4 ] |
| 2007  | Un nom pour un autre                  | Fox Searchlight Pictures     | Mira Nair          | [ 4 ] |
| 2008  | Frozen River                          | Sony Pictures Classics       | Courtney Hunt      | [ 5 ] |
| 2008  | Ballast                               | Alluvial Film Company        | Lance Hammer       | [ 5 ] |
| 2008  | Synecdoche, New York                  | Sony Pictures Classics       | Charlie Kaufman    | [ 5 ] |
| 2008  | The Visitor                           | Overture Films               | Tom McCarthy       | [ 5 ] |
| 2008  | The Wrestler                          | Fox Searchlight Pictures     | Darren Aronofsky   | [ 5 ] |
| 2009  | Démineurs                             | Summit Entertainment         | Kathryn Bigelow    | [ 6 ] |
| 2009  | Amreeka                               | Virgil Films & Entertainment | Cherien Dabis      | [ 6 ] |
| 2009  | Big Fan                               | First Independent Pictures   | Robert D. Siegel   | [ 6 ] |
| 2009  | La Nana                               | Elephant Eye Films           | Sebastián Silva    | [ 6 ] |
| 2009  | A Serious Man                         | Focus Features               | Joel et Ethan Coen | [ 6 ] |

### Années 2010
| Année | Film                                  | Distributeur                          | Réalisateur(s)               | Ref.         |
| ----- | ------------------------------------- | ------------------------------------- | ---------------------------- | ------------ |
| 2010  | Winter's Bone                         | Roadside Attractions                  | Debra Granik                 | [ 7 ]        |
| 2010  | Black Swan                            | Fox Searchlight Pictures              | Darren Aronofsky             | [ 7 ]        |
| 2010  | Blue Valentine                        | The Weinstein Company                 | Derek Cianfrance             | [ 7 ]        |
| 2010  | Tout va bien ! The Kids Are All Right | Focus Features                        | Lisa Cholodenko              | [ 7 ]        |
| 2010  | Let Me In                             | Overture Films                        | Matt Reeves                  | [ 7 ]        |
| 2011  | Beginners                             | Focus Features                        | Mike Mills                   | [ 8 ]        |
| 2011  | The Tree of Life                      | Fox Searchlight Pictures              | Terrence Malick              | [ 8 ]        |
| 2011  | The Descendants                       | Fox Searchlight Pictures              | Alexander Payne              | [ 8 ]        |
| 2011  | La dernière piste                     | Oscilloscope Laboratories             | Kelly Reichardt              | [ 8 ]        |
| 2011  | Take Shelter                          | Sony Pictures Classics                | Jeff Nichols                 | [ 8 ]        |
| 2012  | Moonrise Kingdom                      | Focus Features                        | Wes Anderson                 | [ 9 ] [ 10 ] |
| 2012  | Bernie                                | Millennium Entertainment              | Richard Linklater            | [ 9 ] [ 10 ] |
| 2012  | Voyage en terre solitaire             | IFC Films                             | Julia Loktev                 | [ 9 ] [ 10 ] |
| 2012  | The Master                            | The Weinstein Company                 | Paul Thomas Anderson         | [ 9 ] [ 10 ] |
| 2012  | Middle of Nowhere                     | Participant Media                     | Ava DuVernay                 | [ 9 ] [ 10 ] |
| 2013  | Inside Llewyn Davis                   | CBS Films                             | Joel Coen and Ethan Coen     | [ 11 ]       |
| 2013  | 12 Years a Slave                      | Fox Searchlight Pictures              | Steve McQueen                | [ 11 ]       |
| 2013  | Les Amants du Texas                   | IFC Films                             | David Lowery                 | [ 11 ]       |
| 2013  | Before Midnight                       | Sony Pictures Classics                | Richard Linklater            | [ 11 ]       |
| 2013  | Upstream Color                        | VHX                                   | Shane Carruth                | [ 11 ]       |
| 2014  | Birdman                               | Fox Searchlight Pictures              | Alejandro G. Iñárritu        | [ 12 ]       |
| 2014  | Boyhood                               | IFC Films                             | Richard Linklater            | [ 12 ]       |
| 2014  | The Grand Budapest Hotel              | Fox Searchlight Pictures              | Wes Anderson                 | [ 12 ]       |
| 2014  | Love Is Strange                       | Sony Pictures Classics                | Ira Sachs                    | [ 12 ]       |
| 2014  | Under the Skin                        | A24                                   | Jonathan Glazer              | [ 12 ]       |
| 2015  | Spotlight                             | Open Road Films (en)                  | Tom McCarthy                 | [ 13 ]       |
| 2015  | Carol                                 | StudioCanal / The Weinstein Company   | Todd Haynes                  | [ 13 ]       |
| 2015  | The Diary of a Teenage Girl           | Sony Pictures Classics                | Marielle Heller              | [ 13 ]       |
| 2015  | Made love in New York                 | RADiUS-TWC                            | Ben Safdie and Joshua Safdie | [ 13 ]       |
| 2015  | Tangerine                             | Magnolia Pictures                     | Sean Baker                   | [ 13 ]       |
| 2016  | Moonlight                             | A24                                   | Barry Jenkins                | [ 14 ]       |
| 2016  | Certaines femmes                      | IFC Films                             | Kelly Reichardt              | [ 14 ]       |
| 2016  | Everybody Wants Some!!                | Paramount Pictures                    | Richard Linklater            | [ 14 ]       |
| 2016  | Manchester by the Sea                 | Amazon Studios / Roadside Attractions | Kenneth Lonergan             | [ 14 ]       |
| 2016  | Paterson                              | Amazon Studios / Bleecker Street      | Jim Jarmusch                 | [ 14 ]       |
| 2017  | Call Me by Your Name                  | Sony Pictures Classics                | Luca Guadagnino              | [ 15 ]       |
| 2017  | The Florida Project                   | A24                                   | Sean Baker                   | [ 15 ]       |
| 2017  | Get Out                               | Universal Pictures                    | Jordan Peele                 | [ 15 ]       |
| 2017  | Good Time                             | A24                                   | Ben Safdie and Joshua Safdie | [ 15 ]       |
| 2017  | Moi, Tonya                            | Neon                                  | Craig Gillespie              | [ 15 ]       |
| 2018  | The Rider                             | Sony Pictures Classics                | Chloé Zhao                   | [ 16 ]       |
| 2018  | La Favorite                           | Fox Searchlight Pictures              | Yorgos Lanthimos             | [ 16 ]       |
| 2018  | First Reformed                        | A24                                   | Paul Schrader                | [ 16 ]       |
| 2018  | Si Beale Street pouvait parler        | Annapurna Pictures                    | Barry Jenkins                | [ 16 ]       |
| 2018  | Madeline's Madeline                   | Oscilloscope Laboratories             | Josephine Decker             | [ 16 ]       |
| 2019  | Marriage Story                        | Netflix                               | Noah Baumbach                | [ 17 ]       |
| 2019  | L'adieu                               | A24                                   | Lulu Wang                    | [ 17 ]       |
| 2019  | Hustlers                              | STX Entertainment                     | Lorene Scafaria              | [ 17 ]       |
| 2019  | Uncut Gems                            | A24                                   | Ben Safdie and Joshua Safdie | [ 17 ]       |
| 2019  | Waves                                 | A24                                   | Trey Edward Shults           | [ 17 ]       |

### Années 2020
| Année | Film                          | Distributeur         | Réalisateur(s)        | Ref. |
| ----- | ----------------------------- | -------------------- | --------------------- | ---- |
| 2020  | Nomadland                     | Searchlight Pictures | Chloé Zhao            |      |
| 2020  | The Assistant                 | Bleecker Street      | Kitty Green           |      |
| 2020  | First Cow                     | A24                  | Kelly Reichardt       |      |
| 2020  | Never Rarely Sometimes Always | Focus Features       | Eliza Hittman         |      |
| 2020  | Relic                         | IFC Midnight         | Natalie Erika James   |      |
| 2021  | The Lost Daughter             | Netflix              | Maggie Gyllenhaal     |      |
| 2021  | The Green Knight              | A24                  | David Lowery          |      |
| 2021  | Clair-obscur                  | Netflix              | Rebecca Hall          |      |
| 2021  | Pig                           | Neon                 | Michael Sarnoski      |      |
| 2021  | Test Pattern                  | Kino Lorber          | Shatara Michelle Ford |      |